# Morrisonville, Illinois
Morrisonville là một làng thuộc quận Christian, tiểu bang Illinois, Hoa Kỳ. Năm 2010, dân số của làng này là 1056 người.

## Dân số
Dân số qua các năm:
- Năm 2000: 1068 người.
- Năm 2010: 1056 người.